# 곰소초등학교
곰소초등학교는 대한민국 전북특별자치도 부안군에 있는 공립 초등학교이다.

## 학교 연혁
- 1964년 5월 15일: 개교

## 참고 자료
홀라이껌 하이야